# Castel Taranto
Castel Taranto (in tedesco Schloss Dornsberg o Schloss Tarantsberg) è un castello medievale che si trova vicino a Naturno in Alto Adige, sul fianco destro della vallata su un'alta lingua di roccia.

## Storia
Le parti più antiche del complesso, inclusa la cappella, furono edificate a partire dal 1217 dai signori von Tarant, funzionari ministeriali dei Conti di Tirolo e dai quali prende il nome, già nel 1232 mutuato nella sua derivazione Dornsberg. Col tempo però i proprietari caddero in disgrazia e persero sempre più la fiducia dei Conti di Tirolo, tanto che nel 1291 Arnold von Tarant fu costretto a vendere il castello a Mainardo II per 226 marchi bernesi.
In seguito il castello passò di mano in mano: nel 1347 venne acquistato da Heinrich von Annenberg e nel 1699 fu dei conti von Mohr. Fu nel Rinascimento che il castello, notevolmente ampliato e abbellito da un loggiato, conobbe il periodo di maggior splendore. La sua proprietà, dai von Mohr, sarà dei Giovannelli e quindi dei Fuchs von Fuchsberg.
Dopo la II guerra mondiale il castello era abitato da diverse famiglie. Questa situazione aveva provocato danni alle strutture e alle opere d'arte rimaste.
Nel 1964 il castello fu acquistato dalla famiglia Gottschall di Monaco di Baviera, che ne sono gli attuali proprietari e lo restaurarono completamente.

## Descrizione
Il castello sorge su una piccola altura nel versante destro della valle. Un cortile esterno circondato da mura precede il nucleo principale, costituito da un cortile interno attorno al quale si sviluppano il mastio, ben conservato, e gli altri edifici.
La cappella del castello, dedicata a Santa Ursula, venne eretta tra il 1270 e 1280 e contiene una pala d'altare e altri dipinti antichi. Vi sono conservati affreschi del XVI secolo e resti di affreschi del XIII secolo.
Essendo una dimora privata il castello non è visitabile.